# Schela (Gorj)
Schela è un comune della Romania di 1878 abitanti, ubicato nel distretto di Gorj, nella regione storica dell'Oltenia.
Il comune è formato dall'unione di 5 villaggi: Arsuri, Gornăcel, Păjiștele, Sâmbotin, Schela.